# Peinaleopolynoe
Peinaleopolynoe är ett släkte av ringmaskar. Peinaleopolynoe ingår i familjen Polynoidae.
Kladogram enligt Catalogue of Life:
| Peinaleopolynoe | \| \| Peinaleopolynoe santacatalina \| \| \| \| \| \| Peinaleopolynoe sillardi \| \| \| \| |
|                 | \| \| Peinaleopolynoe santacatalina \| \| \| \| \| \| Peinaleopolynoe sillardi \| \| \| \| |
|                 | Peinaleopolynoe santacatalina                                                              |
|                 |                                                                                            |
|                 | Peinaleopolynoe sillardi                                                                   |
|                 |                                                                                            |